# Macromia splendens
Macromia splendens је инсект из реда Odonata и фамилије Macromiidae.

## Угроженост
Ова врста се сматра рањивом у погледу угрожености врсте од изумирања.

## Распрострањење
Врста има станиште у Португалу, Француској и Шпанији.

## Популациони тренд
Популација ове врсте се смањује, судећи по расположивим подацима.

## Станиште
Станишта врсте су језера и језерски екосистеми, речни екосистеми и слатководна подручја.